# Egidiusz (dowódca)
Egidiusz (łac. Aegidius; zm. 464/465) – dowódca wojska (łac. magister militum) w Galii od ok. 450 roku.

## Życiorys
Po obaleniu przez Rycymera władzy cesarza Majoriana, z którym Egidiusz był związany, i intronizacji Libiusza Sewera, Egidiusz przejął w oddzielonej terytorialnie od reszty Imperium Galii władzę i utworzył quasi-państwo ze stolicą w Soissons.
Po śmierci Egidiusza władzę objął na krótko Paulus, a następnie syn Egidiusza, Syagriusz. Kontrolował on terytorium północnej Galii aż do bitwy pod Soissons w 486 roku, gdy został pokonany przez Franków Chlodwiga.